# Lijst van afleveringen van Johnny Bravo
Dit is de lijst van afleveringen van de Amerikaanse animatieserie Johnny Bravo.

## Seizoen 1: 1997-1998
| 1 | Johnny Bravo / Jungle Boy In "Mr. Monkeyman" / Johnny Bravo And The Amazon Women                  | 7 juli 1997      | 113 |
| a. Johnny probeert een gorilla te vangen die ontsnapt is uit de dierentuin. b. De boze koning van de jungle Raymond is jaloers op Jungle Boy. Hij besluit zich te verkleden als Jungle Boy om hem zo belachelijk te maken. c. Johnny belandt op het eiland van de Amazone vrouwen. Noot: Deze drie filmpjes verschenen eerder al in What a Cartoon: het eerste in 1995, het tweede in 1996 en het derde op nieuwjaar 1997. |                                                                                                   |                  |     |
| 2 | Super Duped / Bungled In The Jungle / Bearly Enough Time                                          | 14 juli 1997     | 101 |
| a. Suzy houdt een spreekbeurt over Bravo-Man. b. Nadat een stewardess Johnny kwaad uit het vliegtuig gooit, komt Johnny in de jungle van Jungle Boy terecht. c. Wanneer Johnny zijn moeder zoekt in het bos, komt hij in het hol van Chronos de Beer terecht. Deze grote en hongerige grizzlybeer noemt zichzelf ‘de meester van de tijd’. |                                                                                                   |                  |     |
| 3 | The Sensitive Male / Bravo Dooby Doo                                                              | 21 juli 1997     | 102 |
| a. Een vreemde leert Johnny aan de hand van een lied dat vrouwen houden van gevoelige mannen. Hiermee versiert hij veel vrouwen terwijl Johnny nog steeds bot vangt maar dan verklapt hij zijn geheim: het gaat erom te doen alsof. De vrouwen horen het en nemen de man prompt te grazen. b. Johnny Bravo krijgt een lift van Scooby-Doo, Shaggy, Fred, Daphne en Velma, nadat hij hun vertelt dat hij naar een spookachtig huis moet waar zijn tante woont. |                                                                                                   |                  |     |
| 4 | Date With An Antelope / Did You See A Bull Run By Here? / Cookie Crisis                           | 28 juli 1997     | 103 |
| a. Nadat Johnny online dating uitprobeert, krijgt hij een afspraak met een vrouwelijke antilope. Zij wil haar vriend, een krab, jaloers maken. b. Johnny gaat naar Pamplona, waar men denkt dat hij de nieuwe stierenvechter is. c. In deze aflevering, die geheel op rijm is, wil Suzy koste wat het kost dat Johnny een pak koeken van haar koopt. |                                                                                                   |                  |     |
| 5 | I Used To Be Funny / My Fair Dork / 'Twas The Night                                               | 4 augustus 1997  | 104 |
| a. Terwijl Johnny wacht op zijn date, gebruiken clowns hem om te bewijzen wie het grappigst is. b. Wanneer een nerd Suzy meevraagt naar het schoolbal, wijst ze hem af omdat ze met Johnny naar het schoolbal wil. Dus leert Johnny de arme jongen hoe hij meer ‘Johnny’ kan zijn. De jongen pikt prompt Johnney´s vrouw van zijn dromen voor zijn neus weg. c. Wanneer Johnny per ongeluk de Kerstman pijn doet, moet hij zijn plaats innemen. Ook deze aflevering is op rijm. |                                                                                                   |                  |     |
| 6 | Blarney Buddies / Over The Hump! / Johnny Bravo Meets Farrah Fawcett                              | 11 augustus 1997 | 105 |
| a. Johnny brengt een bezoek aan Ierland en komt erachter dat wanneer iemand de Blarney Stone kust, die meer succes zal krijgen in de liefde. Hij ontmoet vervolgens een Ierse kabouter genaamd Barney Stone, en probeert deze prompt te kussen. De kabouter probeert zich vrij te kopen met een wens, en Johnny wenst dat alle "chicks" hem aantrekkelijk vinden. De kabouter vat dit letterlijk op, en Johnny wordt achtervolgd door verliefde kippen. b. Johnny sluit zich per ongeluk aan bij het Franse Vreemdelingenlegioen, en vervolgens zit hij in de woestijn waar hij samen met een kameel een fort moet vinden. c. Johnny wil niet naar Suzy haar verjaardagsfeest komen, dus schrapt ze hem van de gastenlijst. Als blijkt dat Farrah Fawcett is uitgenodigd, probeert hij toch binnen te raken op het feest. |                                                                                                   |                  |     |
| 7 | Hip-Hop Flop! / Talk To Me, Baby / Blanky Hanky Panky                                             | 18 augustus 1997 | 106 |
| a. Johnny sluit zich aan bij de hiphop-groep The Round Pond. b. Johnny is te gast in de talkshow van het supermodel Vendela. c. Wanneer al het wol in Aron City wordt gestolen, blijkt dat de dief met een reuzachtige bol wol de stad wil verwoesten. Het is aan Johnny om hem tegen te houden. |                                                                                                   |                  |     |
| 8 | Beach Blanket Bravo / The Day The Earth Didn't Move Around Very Much / The Aisle Of Mixed-Up Toys | 25 augustus 1997 | 107 |
| a. Johnny gaat naar het strand, waar een mooie dame genaamd Franny gebruik van hem maakt. Ze wil namelijk haar egoïstisch vriend Andy jaloers maken. b. Johnny legt uit in een rechtszaak dat hij dacht dat voor iedereen, behalve hemzelf, de tijd stilstond. c. Johnny gaat speelgoed kopen voor ‘kinderen met lege kasten’. |                                                                                                   |                  |     |
| 9 | Substitute Teacher / A Wolf In Chick's Clothing / Intensive Care                                  | 1 september 1997 | 108 |
| a. Johnny denkt dat een crimineel de vervanger is voor zijn karateleraar. b. Johnny gaat uit met een weerwolf. Hij verdraagt alle moeilijkheden omdat ze bij zonsopgang weer in een beeldschone vrouw zal veranderen. Maar omdat het woensdag is, verandert ze in plaats daarvan in een vervelend klein mannetje. c. Johnny probeert een verpleegster te versieren, maar een nogal sadistische verpleger neemt hem te grazen. |                                                                                                   |                  |     |
| 10 | Jumbo Johnny / The Perfect Gift / Bravo, James Bravo                                              | 8 september 1997 | 109 |
| a. Johnny verandert in een reus. b. Johnny probeert geld te verdienen, zodat hij daarmee een cadeau kan kopen voor Moederdag. c. Johnny probeert een mooie vrouw genaamd Jane te versieren, maar ze blijkt een geheimagent te zijn… |                                                                                                   |                  |     |
| 11 | Going Batty / Berry The Butler / Red Faced In The White House                                     | 1 december 1997  | 110 |
| a. Een mooie vampier genaamd Lois besluit Johnny te gebruiken om haar huidige vriend Woody jaloers te maken. b. Bunny wint een wedstrijd waardoor de beroemde zanger Berry Vanderbolten voor een dag haar butler mag zijn. c. Johnny gaat uit met de dochter van de president, die enkel uit mag gaan met robots. |                                                                                                   |                  |     |
| 12 | The Man Who Cried "Clown!" / Johnny, Real Good / Little Talky Tabitha!                            | 13 januari 1998  | 111 |
| a. Niemand gelooft Johnny wanneer hij zegt dat er een clown onrust stookt op de vleugel van het vliegtuig. Hij haat clowns en weet de clown te dumpen maar hierdoor raakt het vliegtuig instabiel. Om neerstorten te voorkomen, moet Johnny zelf op de vleugel de clown uithangen. b. Johnny gaat babysitten op Timmy, een kleine jongen met goddelijke krachten waarvan hij veel misbruik maakt. c. Suzy’s nieuwe pop begint onrust te zaaien in Johnny’s rustige leven. De pop is zeer gewelddadig tegen Johnny omdat hij onaardig tegen Suzy is. Noot: Deze drie filmpjes zijn een parodie op Twilight Zone. |                                                                                                   |                  |     |
| 13 | Johnny Bravo Meets Adam West! / Johnny Bravo Meets Donny Osmond / Under The Big Flop              | 20 januari 1998  | 112 |
| a. Wanneer zijn moeder al twee minuten te laat thuis is, stelt Johnny vast dat ze ontvoerd is. Gelukkig vindt hij de beroemde Adam West, die bereid is de ontvoerder op te sporen. b. Bunny vindt dat Johnny een oppas moet krijgen en werft Donny Osmond aan. Deze blijkt als nanny trekjes van zowel Maria von Trapp als Mary Poppins te vertonen, beiden rollen van Julie Andrews. c. Johnny neemt Suzy mee naar het circus, waar Suzy erachter komt dat de circusdirecteur Jungle Boy onder hypnose heeft. |                                                                                                   |                  |     |

## Seizoen 2: 1999-2000
| 14 | Bikini Space Planet / Moby Jerk / A Gel For Johnny                    | 2 juli 1999       | 201 |
| a. Johnny wordt ontvoerd door twee mooie, vrouwelijke aliens die heb als proefdier willen gebruiken. b. Johnny wint een cruisevakantie, maar komt op het verkeerde schip terecht. De gestoorde kapitein vertelt hem het verhaal van een grofgebekte zeemeermin. c. Johnny's haargelmerk blijkt uitverkocht en het lukt hem niet om een vervanging te vinden. |                                                                       |                   |     |
| 15 | Johnny, Get Your Tutu / Johnny's Inferno / Forest Chump               | 30 juli 1999      | 202 |
| a. Nadat een foto van kleine Suzy terechtkomt bij Johnny's carrièretest, wordt Johnny geselecteerd als ballerina voor een studio. b. Johnny krijgt per ongeluk het verkeerde boek bij de post en roept hiermee een duivel op genaamd Derek, die hem probeert te overtuigen om voor chaos en vernieling te veroorzaken. c. Johnny en Carl vallen van een waterval en worden ontvangen door knappe inheemse vrouwen in de wildernis. |                                                                       |                   |     |
| 16 | Karma Crisis / A Star Is Bruised / The Prince And The Pinhead         | 6 augustus 1999   | 203 |
| a. Johnny verscheurt een kettingbrief, wat voor ongeluk blijkt te zorgen. Uiteindelijk ontmoet hij Dionne Warwick. b. Johnny ontmoet zijn idool, Squint Ringo, en doet mee als stuntman voor zijn nieuwe actiefilm. c. Een prins uit een ver koninkrijk is regeren zat en merkt op dat hij als twee druppels water op Johnny lijkt. De twee wisselen van rol en Johnny mag nu prins zijn. |                                                                       |                   |     |
| 17 | Claws! / Cover Boy / To Helga And Back                                | 13 augustus 1999  | 204 |
| a. Johnny wil kreeft bereiden voor zijn moeder, maar het dier werkt niet mee. b. Johnny wordt een modemodel in de hoop in contact te komen met vrouwelijke modellen. c. Johnny bestelt een vriendin bij de post, maar krijgt een mollige Zweedse vrouw genaamd Helga. Hij neemt haar mee naar een worstelwedstrijd in de hoop dat ze het uitmaakt. |                                                                       |                   |     |
| 18 | Endless Bummer / Jailbird Johnny / Bravo 13                           | 20 augustus 1999  | 205 |
| a. Johnny speelt strandwacht in de hoop de aandacht van vrouwen te krijgen. b. Door een juridische fout wordt Johnny opgesloten in een vrouwengevangenis. c. Johnny komt per ongeluk in een ruimteraket terecht met een vervelende chimpansee. |                                                                       |                   |     |
| 19 | Doomates / Johnny's Telethon / Johnny's Guardian Angel                | 27 augustus 1999  | 206 |
| a. Johnny gaat samen met Carl in een caravan wonen. Er ontstaat ruzie om de televisie. Uiteindelijk vallen ze van een afgrond. b. Johnny's favoriete beef jerkywinkel gaat failliet en hij besluit een televisieshow te presenteren om geld in te zamelen. c. Johnny beseft dat hij enkel tot last is voor zijn moeder, Carl en Suzy. Hij wenst dat hij nooit geboren was en komt Maurice tegen, zijn beschermengel. Maurice toont hem hun leven zou zijn zonder hem. Dit blijkt er veel beter uit te zien!                                                                 |                                                                       |                   |     |
| 20 | I, Fly / Schnook Of The North / Charm School Johnny                   | 3 september 1999  | 207 |
| a. Johnny moet Carls wetenschapsproject bewaken en verandert zich per ongeluk in een vlieg. b. Johnny raakt zijn moeder kwijt in de supermarkt en wordt aan een pleeggezin gegeven in Antarctica. c. Pops probeert Johnny in een gentleman te veranderen binnen zeven dagen. |                                                                       |                   |     |
| 21 | Johnny And The Beanstalk / A Boy And His Bird / Ape Is Enough         | 10 september 1999 | 208 |
| a. Johnny ruilt de koe van de familie voor magisch haarmiddel. Zijn moeder giet boos de fles leeg in de tuin en er ontstaat een gigantische bonenstaak aan haar. b. Johnny probeert een date te scoren bij een hondenliefhebster en koopt een emoe als huisdier. c. Op vakantie raakt een vrouwelijke gorilla verliefd op Johnny. |                                                                       |                   |     |
| 22 | Panic In Jerky Town! / Alien Confidential / Mama's New Boyfriend      | 17 september 1999 | 209 |
| a. Johnny wint een tripje naar Jerky Town en neemt Pops mee. Pops ontdekt het geheime ingrediënt van de beef jerky. b. Een ruimtewezen landt op Aarde en wil de mensheid uitleggen hoe universele vrede bereikt kan worden. Johnny neemt hem mee naar Pops. c. Johnny's moeder krijgt een nieuwe vriend genaamd Raul Montaya. Johnny denkt dat hij enkel uit is op geld. |                                                                       |                   |     |
| 23 | Welcome Back, Bravo / The Man With The Golden Gut / Aunt Katie's Farm | 24 september 1999 | 210 |
| a. Door een bureaucratische fout moet Johnny het vierde middelbaar overdoen. b. Door een nieuw gymtoestel krijgt Johnny's sixpack de vorm van Mount Rushmore. Pops besluit van hem een toeristenattractie te maken. c. Johnny neemt Suzy naar haar favoriete kindershow en wordt een van de sterren. |                                                                       |                   |     |
| 24 | Johnny Goes To Camp / A League Of His Own / Buffoon Lagoon            | 1 oktober 1999    | 211 |
| a. Johnny doet zich voor als een meisje dat "groot is voor haar leeftijd" om Suzy te helpen bij softball. b. Johnny stapt de verkeerde bus op en komt terecht op het computerkamp van Carl. c. Johnny is schipbreukeling samen met een knappe vrouw. |                                                                       |                   |     |
| 25 | Brave New Johnny / Witless / Carl Be Not Proud                        | 8 oktober 1999    | 212 |
| a. Johnny valt in een plas haargel en reist zo 500 jaar door de tijd. b. Johnny sluit zich aan bij de Amish. c. Johnny denkt dat Carl op het punt staat te sterven en besluit vriendelijker voor hem te zijn. Carl maakt hier misbruik van. |                                                                       |                   |     |
| 26 | El Bravo Magnifico / Johnny-O And Juliet / Clan Of The Cave Boob      | 15 oktober 1999   | 213 |
| a. Johnny wordt verward met een karate-expert en moet een stad helpen om een Mexicaanse dief te verslaan. b. Johnny probeert de burenruzie tussen zijn moeder en Mona Herschbum op te lossen, zodat hij op een date kan gaan met Mona's dochter. c. Op een archeologische site vertelt Carl hoe het leven als holbewoner geweest moet zijn. Noot: Dit is de laatste aflevering met traditionele animatie. |                                                                       |                   |     |
| 27 | Galaxy Boy / Damien's Day Out / Noir Johnny                           | 22 oktober 1999   | 214 |
| a. Johnny ontdekt een ruimteschip in het park en moet het opnemen tegen de kwaadaardige kapitein Kharlok. b. Er wordt een baby achtergelaten voor Johnny's voordeur. Johnny probeert hem te verzorgen, maar hij blijkt duistere krachten te bezitten. Johnny wordt een detective en lost de zaak op van Suzy's vermiste pop. Noot: Dit is de eerste aflevering met digitale inkt en verf. |                                                                       |                   |     |
| 28 | Hail To The Chump / A Fool For Sister Sara / Days Of Blunder          | 29 oktober 1999   | 215 |
| a. De hele gemeenteraad krijgt voedselvergiftiging op de jaarlijkse picnic en Johnny wordt tijdelijk burgemeester. b. Johnny krijgt hallucinaties na het opdoen van te veel cologne. Hij wordt verzorgd door zuster Sara, die hem een date beloofd als hij lief is. c. Johnny doet mee aan een autorace. Zijn auto wordt bestuurd door Carl, maar wanneer de joystick het begeeft, staat Johnny er alleen voor... |                                                                       |                   |     |
| 29 | Pop Art Johnny / Dude Ranch Doofus / A Cake Too Far                   | 5 november 1999   | 216 |
| a. Johnny neemt Suzy me naar een kunstmuseum en wordt een kunstenaar wanneer hij een kontafdruk tegen de muur maakt. De roem stijgt hem dan naar het hoofd. b. Johnny probeert een paard genaamd Diablo te temmen om indruk te maken op een vrouw. b. Suzy en Johnny's moeder schrijven zich in voor een kookwedstrijd, maar Johnny moet zijn moeders plaats innemen nadat ze verwond raakt. |                                                                       |                   |     |
| 30 | Look Who's Drooling / Law And Disorder / Tooth Or Consequences        | 12 november 1999  | 217 |
| a. Na het eten van Pops' hete chili, probeert Johnny zijn mond te blussen met Carls fontein van de eeuwige jeugd. Hierdoor verandert hij in een baby. b. Johnny wordt de bewaker in een winkelcentrum en raakt al snel gegijzeld door een dief. c. Johnny voelt zich schuldig dat hij Suzy heeft vertelt dat de tandenfee niet bestaat. Hij besluit zich te verkleden, maar Suzy gelooft hem niet totdat hij drie wensen heeft vervuld. |                                                                       |                   |     |
| 31 | The Unsinkable Johnny Bravo / Rashomoron / Free Pookey                | 19 november 1999  | 218 |
| a. Johnny wordt als arme plattelandse man verliefd op de rijke Shelia aan boord van de S S Muronic op. Het schip zinkt wanneer het tegen een tinnen blikje botst en Shelia maakt het uit met Johnny. b. Een picnic loopt uit de hand en Carl, Suzy en Johnny vertellen elk op hun eigen maar wat er foutliep. c. Johnny wordt overtuigt door knappe dierenrechtenactivisten en besluit een piñata te redden en terug te sturen naar Mexico. |                                                                       |                   |     |
| 32 | Good Knight Johnny / Balloon Platoon / The Clueless Kid               | 7 januari 2000    | 219 |
| a. Johnny denkt dat hij in de Middeleeuwen is terechtgekomen en probeert iedereen onder de indruk te maken met zijn hedendaagse kennis. b. Johnny en Suzy worden aangevallen met waterballonnen. c. Johnny's karateleraar gelooft dat zijn slechtste leerling beter is dan de beste leerling van zijn rivaal. Dus moet Johnny zichzelf bewijzen door een gevecht aan te gaan met de vijand. |                                                                       |                   |     |
| 33 | Yukon Yutz / Prep School Johnny / Send In The Clones                  | 14 januari 2000   | 220 |
| a. Johnny en Bunny gaan naar Canada. Wat begint met Johnny die een Canadese ‘mountie girl’ probeert te versieren, eindigt met Johnny die per ongeluk de crimineel Slimey Pierre vangt. b. Wanneer Johnny naar een universiteit voor snobs moet, proberen al snel drie studenten hem weg te krijgen. c. Als Johnny naar de kabelmaatschappij gaat omdat hij de rekening niet had betaald, komt hij terecht in een laboratorium van een gekke wetenschapper die hem kloont. Bijgevolg komt de hele stad vol Johnny’s te zitten.                                               |                                                                       |                   |     |
| 34 | Loch Ness Johnny / Den Mother Johnny / Quo Doofus                     | 21 januari 2000   | 221 |
| a. Johnny en Bunny gaan naar Schotland. Wanneer Johnny wat haggis koopt, wordt hij achternagezeten door het monster van Loch Ness, dat verzot is op haggis. b. Nadat Bunny een allergie heeft opgelopen, moet Johnny voor een dag de leider worden van de padvindersgroep van Suzy. c. Wanneer Carl een replica van een tijdportaal uit een tv-serie koopt, blijkt die ook echt te werken. Zo komt Johnny bij de Romeinen terecht, terwijl hij eigenlijk alleen maar pizza wil.                                                                                             |                                                                       |                   |     |
| 35 | As I Lay Hiccupping / Marine Maroon / Thunder God Johnny              | 28 januari 2000   | 222 |
| a. Wanneer Johnny te snel eet, krijgt hij de hik. Hij bezoekt een mooie arts, die hem zal helpen als ’s middags de hik er nog steeds is. Het is echter niet gemakkelijk om de hik te blijven behouden… b. Als Johnny wordt meegenomen door Sea Land, denkt hij dat hij in Atlantis is terechtgekomen. Als hij trouwt met de koningin van Atlantis (een mooie instructeur van Sea Land), zal hij dus koning worden. c. Nadat Johnny de hamer van Thor uit een blok ijs haalt, wordt hij een god. Maar dan vertellen andere goden hem dat hij tegen een ijsreus moet vechten… |                                                                       |                   |     |

## Seizoen 3: 2000-2003
| 36 | Luke Perry's Guide To Love / In The Line Of Johnny / Fugitive Johnny         | 11 augustus 2000  | 223 |
| a. Wanneer Johnny Luke Perry’s leven redt, leert hij hem hoe een man vrouwen moet versieren. b. Johnny wordt bewaker tijdens een parade, maar bakt er niet veel van. c. Johnny is op de vlucht wanneer iedereen denkt dat hij koeken heeft gestolen van een advocaat. |                                                                              |                   |     |
| 37 | Virtual Johnny / Hold That Schmoe / Hunted!                                  | 18 augustus 2000  | 224 |
| a. Johnny neemt Suzy mee naar een speelgoedwinkel. Hier raakt hij geïnteresseerd in de Biff Proton VR Game, een spel waarin werkelijkheid en fantasie met elkaar vermengd raken. b. Als Johnny het eerste nummer van Boon Man zoekt op zolder, komt hij erachter dat er een klopgeest op zolder zit die het stripboek niet wil teruggeven. Toch probeert Johnny het te bemachtigen, want het is veel geld waard. c. Wanneer Bunny haar zoon opgokt, moet Johnny mee met een enge man naar een eiland. Al snel blijkt dat deze geobsedeerd is door verstoppertje.                     |                                                                              |                   |     |
| 38 | Candidate Johnny / Johnny B. Badd / Air Bravo                                | 1 september 2000  | 225 |
| a. Johnny en Carl strijden tegen elkaar in de politiek. Carl om het milieu te redden, Johnny om vrouwen te versieren. b. Als Suzy’s lied ‘Funky Monkey’ wordt verbeterd met het talent van Bunny en Carl, besluit Pops sterren van hen te maken. Maar als Johnny de zanger wil worden, besluit hij voor de zekerheid de kabel van de microfoon door te knippen. c. Johnny komt terecht in het basketbalteam van Enorme Ferguson. |                                                                              |                   |     |
| 39 | Scoop Bravo / The Incredible Shrinking Johnny / Backdraft                    | 8 september 2000  | 226 |
| a. Johnny zoekt als journalist een goed onderwerp voor in de krant en komt erachter dat katten eigenlijk buitenaardse wezens zijn. b. Johnny maakt een zwarte magiër boos. Hij raakt betoverd waardoor hij als maar blijft krimpen. c. Johnny wordt brandweerman, maar bakt er niet zo veel van. |                                                                              |                   |     |
| 40 | The Johnny Bravo Affair / Biosphere Johnny / Spa Spaz                        | 22 september 2000 | 227 |
| a. Wanneer Johnny in een mummiekist slaapt in een museum, wordt hij midden in de nacht wakker. Een vrouwelijke inbreker probeert ondertussen een diamant te stelen, maar dan slikt Johnny die in… b. Carl sluit zichzelf voor een jaar op met andere wetenschappers om erachter te komen hoelang men het kan volhouden. Maar Johnny heeft zichzelf ook mee opgesloten… c. Als de manager van een wellness ziet hoeveel giftige stoffen Johnny bevat, besluit ze hem te onderrichten. Als deze moeilijke taak haar zou lukken, zou haar wellness weleens wereldberoemd kunnen worden. |                                                                              |                   |     |
| 41 | Fool For A Day / In Your Dreams / Some Like It Stupid                        | 13 oktober 2000   | 301 |
| a. Johnny wordt het mikpunt van 1 aprilgrappen en is het beu. b. Johnny doet mee aan een experiment van Carl, waardoor hij extreme dromen krijgt. c. Johnny en Carl zijn op de vlucht voor Malone met de vissenlippen. Ze besluiten zich te vermommen als vrouwen voor de Miss Perky schoonheidswedstrijd. |                                                                              |                   |     |
| 42 | Dental Hijinks / Little Red Riding Johnny / Pouch Potato                     | 3 november 2000   | 302 |
| a. Johnny wil niet naar de tandarts, dus maakt Bunny hem wijs dat hij naar een pretpark gaat. b. Johnny denkt dat Suzy Krelmanns pruimenconfituur aan haar grootmoeder gaat bezorgen, en probeert het te stelen. Als hij namelijk de etiquettes opstuurt, kan hij metalen handknokkels van Squid Ringo winnen. c. Johnny wordt uit een vakantiebus gegooid en moet zien te overleven in de natuur. Zo komt hij in contact met kangoeroes. |                                                                              |                   |     |
| 43 | Jurassic Dork / Mascot Academy / Full Metal Johnny                           | 17 november 2000  | 303 |
| a. Johnny steelt een dinosaurusei uit een museum. Hij besluit de ‘groene hamster’ als huisdier te nemen. b. Johnny wil omringd worden door cheerleaders en besluit mascotte te worden. c. Johnny wil bij een basketbalteam, maar sluit zich per ongeluk aan bij het leger. |                                                                              |                   |     |
| 44 | Johnny On Ice! / Robo-Mama! / 20,000 Leagues Over My Head                    | 17 november 2000  | 304 |
| a. Wanneer Johnny een gevaarlijke stunt in de bergen opneemt voor een televisieprogramma, wordt hij ingevroren door een lawine. Maar een wetenschapper weet hem op tijd te vinden, al denkt hij dat hij een holbewoner is! b. Bunny wil naar Las Vegas voor een bingotoernooi, maar durft Johnny niet alleen achter te laten. Maar dan vindt ze plots een folder over robotmoeders! c. Tijdens het zoeken naar mossels in de zee, ontmoet Johnny de milieuactivist Debbie en laat zich in dienst nemen.                                                                              |                                                                              |                   |     |
| 45 | I Dream Of Johnny / One Angry Bravo / Carnival Of The Darned                 | 15 december 2000  | 305 |
| a. Johnny gaat mee met Carl naar een Arabische conventie en vindt er een geest waarvan hij drie wensen mag doen. b. Johnny komt terecht in de jury van een rechtszaak. c. Johnny loopt van huis weg en voegt zich bij een freakshow. |                                                                              |                   |     |
| 46 | A Walk On The Stupid Side / Lone Star Bravo / Toy Boy Johnny                 | 2 februari 2001   | 306 |
| a. Suzy overtuigt Johnny mee te lopen aan een marathon het goede doel, maar hij raakt te weg kwijt. b. Bunny vertelt Johnny over zijn voorouder Johnny Bravo Lonestar. c. Johnny krijgt een baan in de speelgoedindustrie. Maar hij moet wel tegen het einde van de dag met nieuw speelgoed afkomen, want anders wordt hij ontslagen. |                                                                              |                   |     |
| 47 | The Great Bunny Book Ban / Enter The Chipmunk / Frankenbravo                 | 23 februari 1999  | 307 |
| a. Suzy komt op voor de vrijheid van de literatuur. b. Wanneer een eekhoorn in Johnny’s T-shirt terechtkomt, verslaat hij al zijn tegenstanders tijdens de karatelessen. Maar dan probeert zijn meesters rivaal Johnny's geheime technieken te achterhalen… c. Een gekke wetenschapper wil van Johnny een monster van Frankenstein maken. Zo zal Johnny indruk maken op een ander (vrouwelijk) monster. |                                                                              |                   |     |
| 48 | Lord of the Links / Bootman / Freudian Dip                                   | 6 april 2001      | 308 |
| a. Johnny doet mee aan een golfwedstrijd in de hoop een heleboel geld binnen te halen. b. Wanneer de Groene Swoosh (een Green Lantern-achtige superheld) gewond raakt door een meteoor, krijgt Johnny zijn laarzen in handen. Hierdoor wordt hij de nieuwe Groene Swoosh! c. Suzy probeert de oorzaak van Johnny’s nachtmerries te vinden. |                                                                              |                   |     |
| 49 | Lodge Brother Johnny / Chain Gang Johnny / Lumberjack Johnny                 | 27 april 2001     | 309 |
| a. Johnny komt bij het ‘broederschap van de Gnu’. b. Johnny en Carl worden gearresteerd zonder reden en proberen te ontsnappen uit de gevangenis. c. Als Johnny hoort dat de hoofdprijs van een wedstrijd voor houthakkers een kus is van ‘de houthakkerskoningin’, besluit hij mee te doen. |                                                                              |                   |     |
| 50 | Auteur, Auter / Runaway Train / A Reject Runs Through It                     | 11 mei 2001       | 310 |
| a. Johnny wordt filmregisseur, schrijver en alle rollen van zijn eigen nieuwe film, die de regering zeven miljoen dollar zal kosten. b. Als Johnny per ongeluk de verkeerde trein neemt wanneer hij zijn tante gaat bezoeken, denkt men dat hij een terrorist is. c. Als Johnny een zeldzame vis probeert te vangen, komt hij erachter dat vissen net als mensen zijn. |                                                                              |                   |     |
| 51 | A Johnny Bravo Christmas                                                     | 21 december 2001  | 313 |
| Johnny is vergeten om een brief naar de Kerstman te sturen en probeert samen met Suzy nog voor Kerstmis op de Noordpool te komen. |                                                                              |                   |     |
| 52 | The Island Of Mrs. Morceau / The Colour Of Mustard / Third Dork From the Sun | 7 juni 2002       | 311 |
| a. Als Johnny meedoet aan een gevaarlijk experiment, wordt hij half mens, half hamster. b. Pops vertelt het verhaal van Johnny’s badmintoncarrière. c. Johnny komt terecht in een buitenaardse ruimtequiz. Als hij verliest, zal zijn planeet vernietigd worden. |                                                                              |                   |     |
| 53 | The Hansel and Gretel Witch Project / I.Q. Johnny / Get Stinky               | 14 juni 2002      | 312 |
| a. Suzy en Carl overtuigen Johnny mee te doen aan hun documentaire over de heks van Hans en Grietje. b. Johnny drinkt een elixer waardoor hij een genie wordt. c. Stinky, iemand die Johnny altijd beetnam in zijn jeugd, komt terug opdagen. |                                                                              |                   |     |
| 54 | It's Valentine's Day, Johnny Bravo                                           | 14 februari 2003  | 314 |
| Valentijnsdag blijkt ook Johnny's verjaardag te zijn. Zijn moeder heeft speciaal voor zijn verjaardag een date geregeld, maar Johnny weigert uit te gaan met een vrouw die zijn moeder voor heb gekozen heeft. |                                                                              |                   |     |

## Seizoen 4: 2004
| 55 | Traffic Troubles / My Funny Looking Friend                  | 18 januari 2004  | 402 |
| a. Wanneer Johnny een verkeersregel overtreedt, moet hij naar een verkeersschool naar keuze. Hij kiest uiteindelijk voor de Musical-Komedie verkeersschool. b. Johnny gaat op zoek naar een grappig uitziende vriend om succesvoller te worden bij de vrouwen.                                                                                          |                                                             |                  |     |
| 56 | Johnny Bravo Goes To Hollywood                              | 20 februari 2004 | 401 |
| Johnny krijgt een rol in een Hollywoodfilm, maar wordt uiteindelijk vervangen. Toch wil hij zijn rol terugkrijgen, zodat zijn moeder trots op hem zal zijn. |                                                             |                  |     |
| 57 | Win An El Toro Guapo / Witch-ay Woman                       | 12 maart 2004    | 403 |
| a. Johnny probeert een El Toro Guapo-truck te winnen, door zijn hand op een stier te houden. Wie als laatste de stier nog aanraakt, wint. b. Een vreemde vrouw verandert Johnny in een vrouw om hem een les te leren. |                                                             |                  |     |
| 58 | Home Alone                                                  | 19 maart 2004    | 404 |
| Bunny gaat op vakantie en Johnny moet een week alleen thuisblijven. Maar alles loopt uit de hand en hij wil niet dat Suzy hem helpt. |                                                             |                  |     |
| 59 | Mini JB / Back From The Future                              | 26 maart 2004    | 405 |
| a. Johnny geeft een baby zijn look en vrouwen denken hierdoor dat het zijn eigen baby is. b. Nadat een vrouw dreigt om Johnny ‘naar volgende week te slaan’, denkt hij dat hij door de tijd is gerezen. |                                                             |                  |     |
| 60 | Non, Oui, Oui Pour Johnny / That’s Entertainment!           | 2 juli 2004      | 406 |
| a. Bunny en Johnny nemen lessen Frans als voorbereiding op hun reis naar Parijs, maar het loopt wat uit de hand. b. Wanneer Johnny's televisie het begeeft, komt Donny Osmond opdagen met het idee elkaar leuke verhalen te vertellen. |                                                             |                  |     |
| 61 | Get Shovelized / T Is For Trouble                           | 9 juli 2004      | 407 |
| a. Nadat Johnny de nieuwe Shovelizer besteld om zo nog gespierder te worden, blijkt dit een roestige, versleten schop te zijn. b. Mr. T leert Johnny hoe hij zichzelf moet verdedigen. |                                                             |                  |     |
| 62 | Gray Matters / Double Vision                                | 16 juli 2004     | 408 |
| a. Johnny krijgt een grijze haar. b. Johnny verwisselt in de supermarkt zijn moeder met iemand anders die sterk op haar lijkt. Hierdoor gaat hij met de verkeerde persoon mee naar huis. |                                                             |                  |     |
| 63 | It's A Magical Life / The Hunk At The End of This Cartoon   | 23 juli 2004     | 409 |
| a. Johnny denkt dat hij onzichtbaar is geworden. b. Johnny is bang voor het nieuwe 'stuk' in de stad. |                                                             |                  |     |
| 64 | The Time of My Life / Run Johnny Run                        | 30 juli 2004     | 410 |
| a. Johnny vertelt Suzy het verhaal over zijn eerste liefde. b. Johnny is te laat op zijn blind date, dus besluit hij de aflevering terug te spoelen. |                                                             |                  |     |
| 65 | Wilderness Protection Program / A Page Right Out of History | 6 augustus 2004  | 411 |
| a. Johnny moet samen met een eland doen alsof ze getrouwde olifanten zijn, omdat de eland op de vlucht is voor een bende criminelen. b. In het verre verleden redt Fred Flinstone iemand genaamd Johnny Bravo. Wil Johnny zijn schuld aflossen, dan moet hij Freds huishouden doen wanneer Wilma weg is.                                                |                                                             |                  |     |
| 66 | Some Walk By Night / Adam West's Date-O-Rama                | 20 augustus 2004 | 412 |
| a. Johnny wordt een presentator in een detective-getinte reality-show. b. Johnny doet mee aan een programma over blind dates, maar zijn date blijkt redelijk kwaadaardig te zijn. |                                                             |                  |     |
| 67 | Johnny Makeover / Back On Shaq                              | 27 augustus 2004 | 413 |
| a. De nieuwe aflevering van Cartoon Makeover, een reality-show gepresenteerd door Don Knotts, Weird Al Yankovic en de Blue Falcon, gaat deze keer over Johnny Bravo. Deze cartoon wordt nu namelijk erg afgezaagd... b. Saquille O’Neal denkt dat Johnny Bravo geluk brengt en besluit hem te gebruiken als geluksbrenger tijdens basketbalwedstrijden. |                                                             |                  |     |

In 2011 verscheen ook de film Johnny Bravo Goes to Bollywood, waarin Johnny Bravo een ster wordt in Bollywood.